# Alhagi
Genre
Alhagi est un genre de plantes à fleurs dicotylédones de la famille des Fabaceae, sous-famille des Faboideae, originaire d'Eurasie et d'Afrique, qui comprend huit espèces acceptées.

## Liste d'espèces
Selon The Plant List (20 octobre 2018) :
- Alhagi canescens (Regel) B.Keller & Shap.
- Alhagi graecorum Boiss.
- Alhagi kirghisorum Schrenk
- Alhagi maurorum Medik.
- Alhagi nepalensis (D.Don) Shap.
- Alhagi pseudalhagi (M. Bieb.) Desv. ex B. Keller & Shap.
- Alhagi sparsifolia Shap.
- Alhagi sparsifolium (Shap.) Shap.